# Строєво (Тверська область)
Строєво (рос. Строево) — присілок в Кімрському районі Тверської області Російської Федерації.
Населення становить 19 осіб. Входить до складу муніципального утворення Центральне сільське поселення.

## Історія
Від 2005 року входить до складу муніципального утворення Центральне сільське поселення.

## Населення
| 1859 | 2002 | 2010 |
| ---- | ---- | ---- |
| 265  | ↘23  | ↘19  |